# Tetrazină
Termenul de tetrazină face referire la un grup de compuși organici heterociclici cu formula moleculară C2H2N4. Fiecare compus este analog al benzenului, în care patru dintre fragmentele C-H sunt substituite cu câte un atom de azot. Există trei izomeri: 1,2,3,4-tetrazina, 1,2,3,5-tetrazina și 1,2,4,5-tetrazina.

Structura tetrazinelor: 1,2,3,4-tetrazina, 1,2,4,5-tetrazina și 1,2,5,5-tetrazina